# Faragó Vera
Faragó Vera (sz. Feuerwerker Deborah; Budapest, 1937. január 21. – Budapest, 2004. június 4.) Jászai Mari-díjas magyar színésznő.

## Életpályája
1953–1955 között a Színház- és Filmművészeti Főiskola hallgatója volt. 1955–1962 között a Állami Déryné Színházban és az Irodalmi Színpadon játszott. 1962-től a Vidám Színpad tagja, majd öt évig a Mikroszkóp Színpad állandó vendégszereplője volt. Utolsó bemutatója – Vaszary Gábor: Bubus – 2004. március 13-án volt a Játékszínben.
Unokahúga, Kishonti Ildikó is színésznő volt.

## Színházi szerepei
A Színházi adattárban regisztrált bemutatóinak száma (1949-): 90.

### Állami Déryné Színház
- Dario Niccodemi: Tacskó....Emília
- Selmeczi Elek: Örvény....Annie
- Niccolò Machiavelli: Mandragóra....Lucrezia
- Jókai Mór: A kőszívű ember fiai....Plankenhorst Alfonsine
- Gabriela Zaporska: Dulszka asszony erkölcse....Főbérlő
- Friedrich Schiller: Ármány és szerelem....Lady Milford

### Bartók Terem
- Sanzon a divat
- Nem hallgat a tenger
- Szép Ernő: Kávécsarnok....Kisasszony
- Karinthy Frigyes: Kísérleti módszer....A nő
- Akinek inge... (Alfonzó önálló estje)
- Feleki László: Jó éjszakát felnőttek, a Holdban vagytok már?....Éva
- Ilyen vagyok (Sanzonest)
- Tánczenei gimnázium
- Nem hallgat a tenger

### Irodalmi Színpad
- Én, François Villon...!
- Sok téma keres egy szerzőt
- Karikás Frigyes - emlékest
- Szerelmi múzeum

### Vidám Színpad
| - Brand: A Hamilton család....Lady Hamilton - Ray Cooney: Délután a legjobb....Lilly Xhatterton - Ray Cooney: Család ellen nincs orvosság....Rosemary Mortimere - Peter Hacks: Polly Amerikában....Kocsma Jenny - Réger Frigyes-Zsolnai Péter: Dollárpipi....Mercedesz, a jó tündér - Harsányi Gábor: www.család az Interneten.hu hu....Művésznő - Lengyel Menyhért: Ninocska....Szerafina Orlova nagyhercegnő - Csizmarek Mátyás: Nem élünk kolostorban....Maca - Marc Carmoletti: Leszállás Párizsban....Jacqueline - Scribe: Vihar egy pohár vízben....Hercegnő - Tóth Miklós: Üldöznek a nők....Böske - Gábor Andor: Dollárpapa....Sanzonett - Kállai István: Titkárnők lázadása....Krisztina - Urbán Ernő: Fő a csomagolás!....Kitty King - George Kaufmann: Így élni jó....Olga Katarina nagyhercegnő - Neil Simon: Furcsa pár (női változat)....Mickey - Harsányi Gábor: Mindhalálig szex - Happy end - A családban marad - Részeg éjszaka - Ezt is túléltük! - Délután a legjobb - Micsoda cirkusz - Észnél legyünk! - Minek néz engem? - Nyugalom, a helyzet változatlan! - Kimegyünk az életbe - Nem félünk a tv-től - Él még a kabaré?! - Lehetünk őszinték? - Hívtak, jöttem! - Több nyelven beszélünk - És mi ebből a tanulság? | - Arisztophanész: Vigyázat, béke!....Rabnő - Poiret: Őrült nők ketrece....Simone - Robert Thomas: Nyolc nő....Pierette - Nádasi László: A ravasz asszony - Romhányi József: A rímfaragó - Valahogy Európába az Ibusszal - Ez van! - Kiskapu - Rákérdezhetek? - Lassan a Pesttel! - Bohózat-album - Lehet valamivel kevesebb? - Róna Tibor: Kicsi vagy kocsi? - Vidám kínpad - Utánunk a viccözön...! - Kóserkabaré - Kalmár Tibor: Kriminális kabaré - Ez egy játék - Hajrá, magyarok! - Idefigyeljenek emberek! - Ki van odafenn? - Az élettől keletre! - Nem politizálunk! - Ez van nyáron - Övön alul - Minden jegy elkelt? - Az utolsó bölény - Hol a határ? - Nem politizálunk - Álom az államban - Csala-mádé - Valami Magyarország - És mi lesz holnap? |

### Mikroszkóp Színpad
- Ki fog gólt lőni?
- Minek néz engem?

### Városmajori Színpad
- Katajev: Bolond vasárnap....Róza

### Evangélium Színház
- Wilder: Hajszál híján....Mrs. Antrobus

### Játékszín
- Vaszary Gábor: Bubus....Kisasszony

## Filmjei

### Játékfilmek
- Üldöznek a nők
- A ravasz asszony
- Szegény gazdagok (1959)
- Kölyök (1959)
- Az arcnélküli város (1960)
- Mindenki ártatlan? (1961)
- Házasságból elégséges (1962)
- Itt járt Mátyás király (1966)

### Tévéfilmek
- Jó estét nyár, jó estét szerelem (1971)

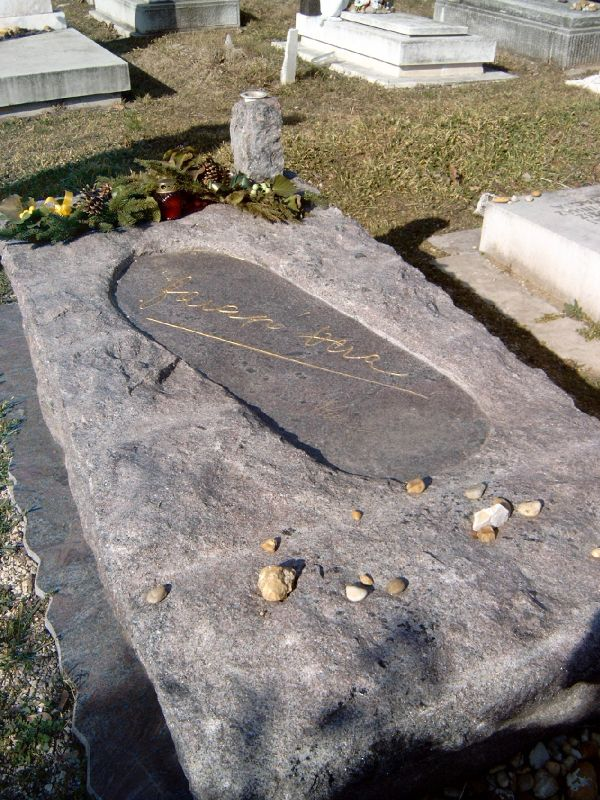
Faragó Vera sírja Budapesten, a Kozma utcai izraelita temetőben

- Nyolc évszak 1-8. (1987)
- Alapképlet (1989)
- Szomszédok (1989-1997)
- Angyalbőrben (1991)

## Szinkronszerepei
- Bankok Hilton: Lady Faulkner – Gerda Nicolson
- Dallas: Rebecca Barnes Wentworth – Priscilla Pointer
- Haláli fegyver: Billy York őrmester – Whoopi Goldberg
- Tortúra: Marcia Sindell – Lauren Bacall
- Csak semmi szexet, kérem, angolok vagyunk: Barbara – Valerie Leon

## Díjai, elismerései
- Jászai Mari-díj (1979)
- A Magyar Köztársasági Érdemrend kiskeresztje (1997)